# Бельчанский
Бельчанский — упразднённый хутор в Калининском районе Краснодарского края России. На момент упразднения входил в состав Джумайловского сельского округа. В 1999 году хутор включен в состав хутора Джумайловка и исключен из учётных данных.

## География
Располагался на берегу Понурского лимана, ныне улица братьев Степановых хутора Джумайловка.

## История
Хутор образован в 1920 году. До 1926 году числился частью хутора Масенко (он же Масенковка, ныне Джумаловка). В 1926 году хутор Бельчанский состоял из 42 хозяйств. В административном отношении входил в состав Зареченского сельсовета Поповичского района Кубанского округа Северо-Кавказского края.
Постановлением заксобрания Краснодарского края от 23 июня 1999 года № 169-П хутор включен в состав хутора Джумайловка и исключен из учётных данных.

## Население
По переписи 1926 г. на хуторе проживало 147 человек (58 мужчин и 89 женщин), основное население — русские.